# Объект 610
Объект 610 «Буйвол» — советский опытный артиллерийский подвижный бронированный наблюдательный пункт. Предназначался для управления артиллерийскими подразделениями при ведении различных видов боя. Серийно не производился.

## История создания
В январе 1955 года ГАУ выдало заводу №174 техническое задание на разработку артиллерийского подвижного бронированного наблюдательного пункта (сокращённо АПБНП) на базе САУ СУ-122-54. Технический проект был разработан и утверждён к июлю 1955 года.
К концу 1955 года были готовы два опытных образца. Образцы АПБНП «Буйвол» прошли приёмо-сдаточные, предварительные и государственные испытания, но на вооружение машина принята не была.

## Описание конструкции
Объект 610 создан на базе САУ СУ-122-54. Экипаж машины состоял из 6 человек.
На лобовом листе корпуса установлен специальный кожух, специально выполненный в виде ствола артиллерийского орудия для маскировки машины. Внутри кожуха размещён курсовой пулемёт.

### Вооружение
В качестве основного вооружения использовался курсовой 14,5-мм пулемёт КПВТ. Боекомплект составлял 400 патронов.

### Средства наблюдения и связи
Для наблюдения за обстановкой, управления артиллерийским огнём и осуществления разведки в Объекте 610 имелись:
1. Танковый командирский прицел ТПКУ;
2. Артиллерийская буссоль ПАБ-2;
3. Стереодальномер ДС-09;
4. Танковый командирский дальномер ТКД;
5. Разведывательный теодолит РТ-2.

Для связи по проводному и радиоканалам в машине имелись радиостанции Р-108 и 10РТ.